# Jamie Margolin
Pour les articles homonymes, voir Margolin.
Jamie Margolin, née le 10 décembre 2001 à Seattle (État de Washington), est une militante américaine pour la lutte contre le réchauffement climatique.

## Biographie
Fille unique d'un père juif et d'une immigrée colombienne, Jamie Margolin est originaire de Seattle. Elle est une activiste qui en 2017, à l'âge de 15 ans, fonde avec Nadia Nazar l'organisation de jeunesse contre le changement climatique Zero Hour, dont elle est la codirectrice exécutive. Sa décision de fonder Zero Hour fait suite à deux événements environnementaux : l'ouragan Maria qui détruit Porto Rico en 2011 et les problèmes pulmonaires ressentis à Seattle après des feux de forêts au Canada en 2017.
Elle décide de s'engager après l'élection présidentielle américaine de 2016 qui voit l'élection du climatosceptique Donald Trump et lance sur Twitter l'idée d'une marche d'adolescents pour le climat qui, après un an de préparatifs, se déroule le 21 juillet 2018 à Washington, quelques semaines avant que la jeune suédoise Greta Thunberg ne débute sa grève scolaire le 20 août 2018. Pour autant, elle regrette leur médiatisation trop exclusive, attirant l'attention par exemple sur les jeunes sioux de la tribu lakota qui protestent depuis 2016 contre la construction d'un oléoduc dans le Dakota du Nord, qui devait initialement avoir un autre itinéraire, refusé par les habitants de la ville de Bismarck. Au-delà des seules considérations environnementales, elle affirme que « nous devons démanteler les systèmes d'oppression qui ont fait émerger et se perpétuer la crise climatique, en incluant le colonialisme, le racisme et le patriarcat » soulignant que les communautés pauvres sont généralement les premières touchées par les effets du dérèglement du climat ou la proximité d'industries polluantes, et que les déplacés climatiques sont principalement des femmes, alors que les plus aisés peuvent s'en protéger par exemple par des digues. Elle affirme ainsi qu'après que l'ouragan Katrina a dévasté La Nouvelle-Orléans en 2005, les propriétaires noirs avaient reçu des indemnités plus faibles que les propriétaires blancs et que beaucoup d'entre eux n'ont jamais pu revenir dans leur ville.
Elle est l'une des parties prenantes de la l'affaire Aji P. v. Washington par laquelle l’État de Washington est trainé en justice pour inaction face au changement climatique,. 
Elle est invitée à témoigner devant le Congrès des États-Unis, le 18 septembre 2019 puis le 9 octobre à Copenhague devant les maires du réseau des villes du C40 Cities Climate Leadership Group.
Elle intervient en septembre 2020 à propos des feux de forêt en Californie dans l'émission "A l'air libre" sur mediapart.fr.